# Theme from Not Quite Jerusalem
Theme from Not Quite Jerusalem è il sesto album dei Rondò Veneziano e colonna sonora del film Not Quite Jerusalem diretto da Lewis Gilbert nel 1985. È stato prodotto dalla Baby Records, Gian Piero Reverberi e pubblicato dalla Captain Billy's Records.

## Descrizione
I brani La Serenissima, Arabesco e Laguna incantata sono tratti dai rispettivi album, le altre tracce sono state registrate ed arrangiate da Gian Piero Reverberi per l'occasione. Attack Theme è l'unica traccia completamente inedita dell'album.

## Tracce
Tutte le tracce sono edite dalla Televis Edizioni Musicali.
1. Main Theme - Orchestral (La Serenissima / Symphony) (Gian Piero Reverberi e Laura Giordano) - 1:34
2. La Serenissima (Gian Piero Reverberi e Laura Giordano) - 2:16
3. Love Theme - Part One (Notturno in gondola) (Gian Piero Reverberi e Laura Giordano) - 1:26
4. Angus' Theme - Reprise (Mediterranean Dance) (Gian Piero Reverberi e Laura Giordano) - 1:00
5. Mediterranean Dance - Total (Gian Piero Reverberi e Laura Giordano) - 4:59
6. Rothwell's Theme (Symphony) (Gian Piero Reverberi e Laura Giordano) - 4:16
7. Arabesco (Gian Piero Reverberi e Laura Giordano) - 3:33
8. Love Theme - Total (Notturno in gondola) (Gian Piero Reverberi e Laura Giordano) - 4:32
9. Main Theme - Staccato (La Serenissima / Symphony) (Gian Piero Reverberi e Laura Giordano) - 1:31
10. Love Theme - Part Two (Notturno in gondola) (Gian Piero Reverberi e Laura Giordano) - 1:37
11. Gila's Theme - Reprise (Sinfonia per un addio) (Gian Piero Reverberi e Laura Giordano) - 1:03
12. Attack Theme (Gian Piero Reverberi e Laura Giordano) - 0:48
13. Gila's Theme - Total (Sinfonia per un addio) (Gian Piero Reverberi Laura Giordano) - 5:41
14. Love Theme - Part Three (Notturno in gondola) (Gina Piero Reverberi e Laura Giordano) - 2:12
15. Laguna incantata (Gian Piero Reverberi e Laura Giordano) - 3:58